# Isola di Montecristo e Formica di Montecristo - area terrestre e marina
Isola di Montecristo e Formica di Montecristo - area terrestre e marina este o arie protejată (arie specială de conservare — SAC, sit de importanță comunitară — SCI, arie de protecție specială avifaunistică — SPA) din Italia întinsă pe o suprafață de 15.483 ha, integral pe uscat.

## Localizare
Centrul sitului Isola di Montecristo e Formica di Montecristo - area terrestre e marina este situat la coordonatele 42°19′55″N 10°18′35″E / 42.331944°N 10.309722°E.

## Înființare
Situl Isola di Montecristo e Formica di Montecristo - area terrestre e marina a fost declarat sit de importanță comunitară în iunie 1995 pentru a proteja 34 de specii de animale. Alte tipuri de protecție:
- arie de protecție specială avifaunistică (în decembrie 1998)[2]
- arie specială de conservare (în decembrie 2016)[1][3][4]

## Biodiversitate
Situată în ecoregiunea mediteraneană, aria protejată conține 11 habitate naturale: Straturi cu Posidonia (Posidonion oceanicae), Peșteri marine scufundate complet sau parțial, Pante stâncoase silicioase cu vegetație casmofită, Vegetație anuală la limita mareei, Iazuri temporare mediteraneene, Roci stâncoase cu vegetație pionieră de Sedo-Scleranthion sau Sedo albi-Veronicion dillenii, Pseudostepă cu ierburi și specii anuale de Thero-Brachypodietea, Matorral arborescenți cu Juniperus spp., Ape oligotrofe în general din solurile nisipoase vest-mediteraneene, cu un conținut foarte redus de minerale, cu Isoetes spp., Recifuri, Faleze cu vegetație de Limonium spp. endemic de pe coastele mediteraneene.
La baza desemnării sitului se află mai multe specii protejate:
- păsări (28): privighetoare-de-baltă (Acrocephalus melanopogon), pescăruș albastru (Alcedo atthis), fâsă-de-câmp (Anthus campestris), ciuf de câmp (Asio flammeus), Calonectris diomedea, șerpar (Circaetus gallicus), erete de stuf (Circus aeruginosus), erete vânăt (Circus cyaneus), erete cenușiu (Circus pygargus), dumbrăveancă (Coracias garrulus), Falco eleonorae, șoim călător (Falco peregrinus), vânturel roșu (Falco tinnunculus), sfrâncioc roșiatic (Lanius collurio), sfrânciocul cu frunte neagră (Lanius minor), sfrâncioc cu cap roșu (Lanius senator), Larus audouinii, pescăruș-cu-cap-negru (Larus melanocephalus), gaia neagră (Milvus migrans), mierlă albastră (Monticola solitarius), ciuf-pitic (Otus scops), vultur pescar (Pandion haliaetus), vrabie negricioasă (Passer hispaniolensis), viespar (Pernis apivorus), Phalacrocorax aristotelis desmarestii, Puffinus yelkouan, Sylvia sarda, silvie de tufiș (Sylvia undata)
- amfibieni (1): Discoglossus sardus
- mamifere (3): capra sălbatică (Capra aegagrus), liliacul mediteranean cu potcoavă (Rhinolophus euryale), delfin mare (Tursiops truncatus)
- reptile (2): Caretta caretta, Euleptes europaea

Pe lângă speciile protejate, pe teritoriul sitului au mai fost identificate 34 de specii de plante, 1 specie de păsări, 3 specii de mamifere, 36 de specii de nevertebrate, 2 specii de pești, 2 specii de reptile.